# Neottia cordata
La listera minore (Neottia cordata (L.) Rich., 1817) è una pianta erbacea dai fiori poco appariscenti, appartenente alla famiglia delle Orchidacee.

## Etimologia
Il nome del genere fa riferimento alla particolare forma delle radici “a nido”. In greco “neottia” significa “nido”. Mentre quello specifico  (cordata) fa riferimento alla particolare forma delle sue foglie (a forma di cuore rovesciato). Il nome comune (Listera) ricorda un naturalista inglese, Martin Lister, vissuto tra 1638 e il 1712;.
Il binomio scientifico di questa pianta inizialmente era Ophrys cordata, proposto dal botanico e naturalista svedese Carl von Linné (1707 - 1778) in una pubblicazione del 1753, modificato successivamente in quello attualmente accettato (Neottia cordata) proposto dal botanico francese Louis Claude Marie Richard  (1754-1821) nella pubblicazione "De Orchideis Europaeis Annotationes. 37. 1817" del 1817.
In lingua tedesca questa pianta si chiama Kleines Zweiblatt oppure Herz-Zweiblatt; in francese si chiama Listère en coeur; in lingua inglese si chiama Lesser Twayblade.

## Descrizione

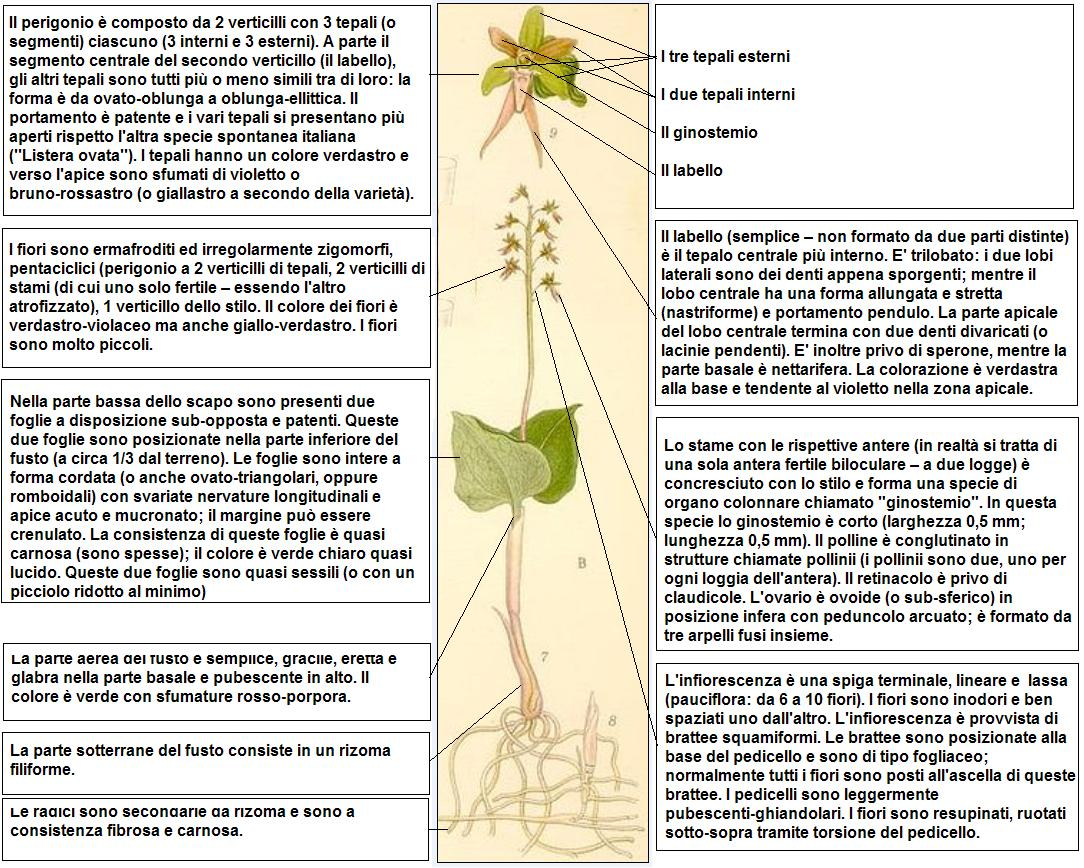
Descrizione delle parti della pianta

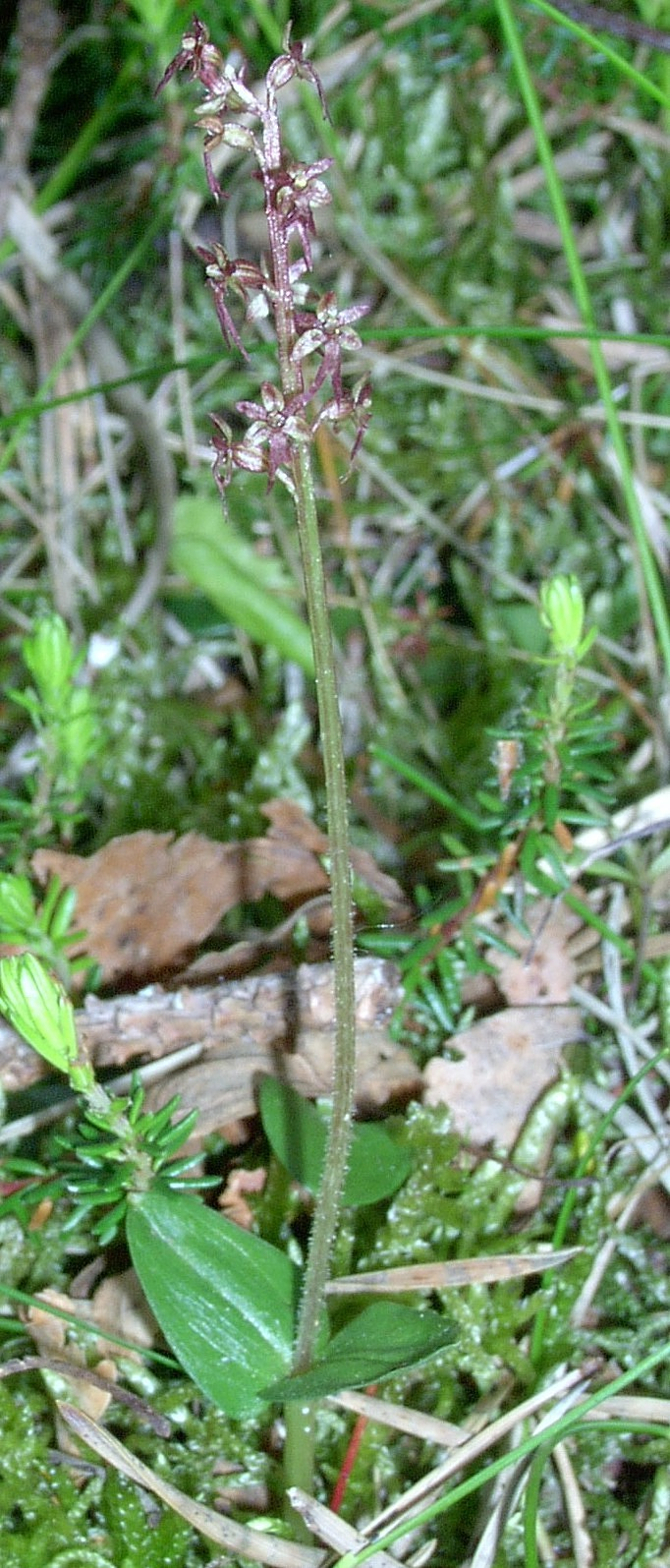
Il portamento

L'altezza di queste piante varia da 5 a 20 cm (massimo 33 cm nell'America del Nord). La forma biologica è geofita rizomatosa (G rhiz), sono piante perenni erbacee che portano le gemme in posizione sotterranea. Durante la stagione avversa non presentano organi aerei e le gemme si trovano in organi sotterranei chiamati rizomi; dei fusti sotterranei dai quali, ogni anno, si dipartono radici e fusti aerei. Queste piante, contrariamente ad altri generi delle orchidee, non sono epifite, ossia non vivono a spese di altri vegetali di maggiori proporzioni (hanno cioè un proprio rizoma); quindi vengono raggruppate fra le orchidee terrestri.

### Radici
Le radici sono secondarie da rizoma e sono a consistenza fibrosa e carnosa.

### Fusto
- Parte ipogea: la parte sotterranea consiste in un rizoma filiforme.
- Parte epigea: la parte aerea è semplice, gracile, eretta, glabra nella parte basale e pubescente in alto. Il colore è verde con sfumature rosso-porpora.

### Foglie

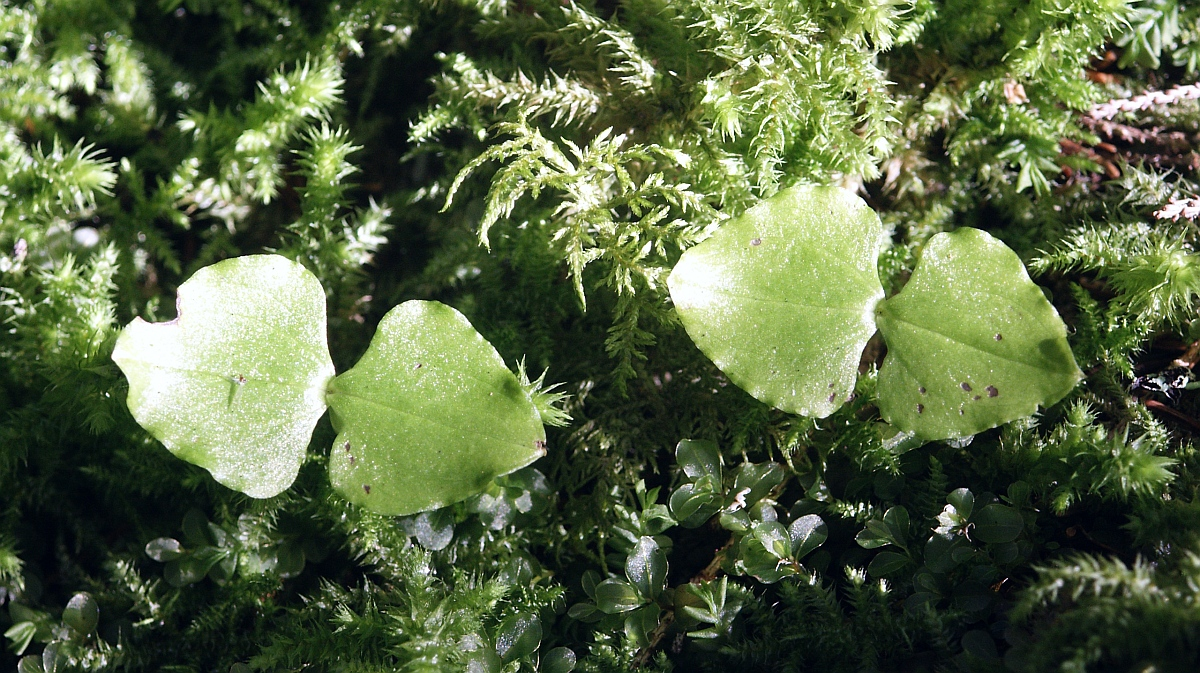
Le foglie

- Foglie basali: non sono presenti foglie basali.
- Foglie cauline: nella parte bassa dello scapo sono presenti due foglie a disposizione sub-opposta e patenti. Queste due foglie sono posizionate nella parte inferiore del fusto (a circa 1/3 dal terreno). Le foglie sono intere a forma cordata (o anche ovato-triangolari, oppure romboidali) con svariate nervature longitudinali e apice acuto e mucronato; il margine può essere crenulato. La consistenza di queste foglie è quasi carnosa (sono spesse); il colore è verde chiaro traslucido. Queste due foglie sono quasi sessili (o con un picciolo ridotto al minimo). Dimensione delle foglie: larghezza 23 mm; lunghezza 15 mm.

### Infiorescenza

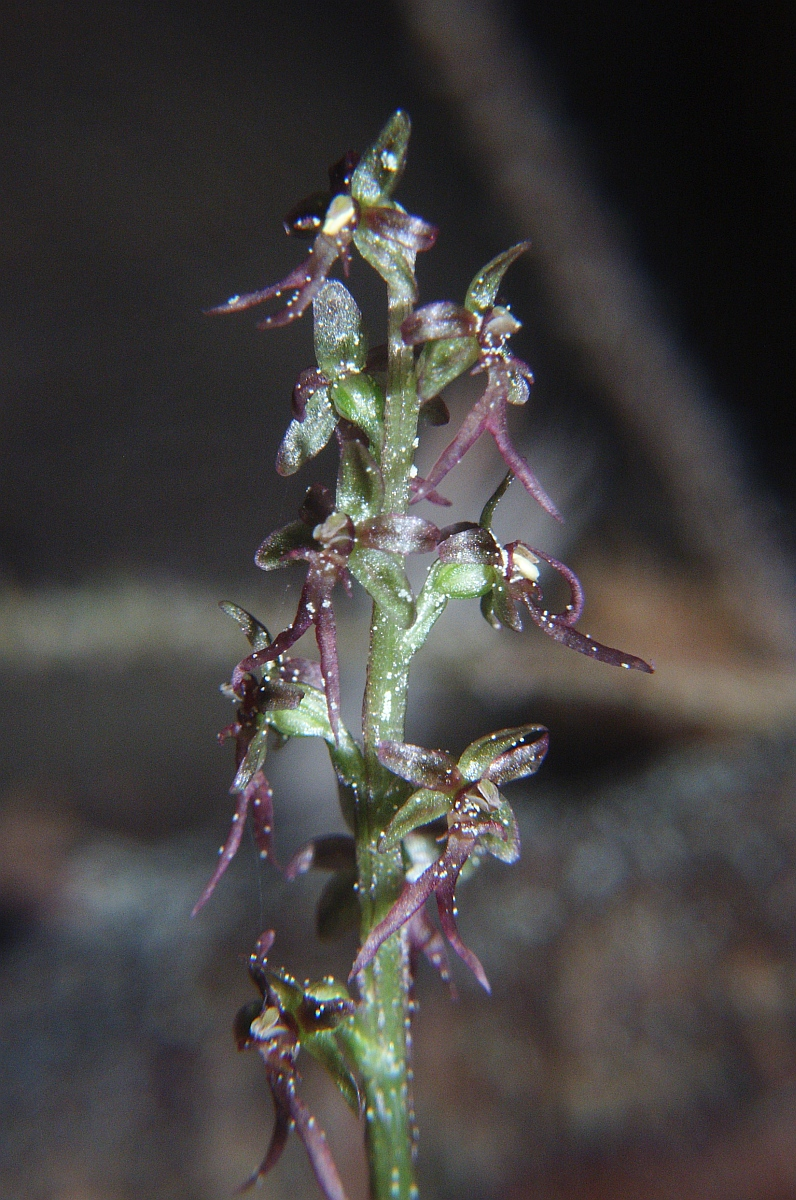
Infiorescenza

L'infiorescenza è una spiga terminale, lineare e lassa (pauciflora: da 6 a 10 fiori - massimo 25 fiori). I fiori sono inodori e ben spaziati uno dall'altro. L'infiorescenza è provvista di brattee squamiformi a forma ovato-triangolare (la loro funzione è quella di proteggere i fiori). Le brattee sono posizionate alla base del pedicello e sono di tipo fogliaceo; normalmente tutti i fiori sono posti all'ascella di queste brattee. I pedicelli sono leggermente pubescenti-ghiandolari. I fiori sono resupinati, ruotati sottosopra tramite torsione del pedicello; in questo caso il labello è volto in basso. Lunghezza della spiga: 15 – 35 mm (100 mm negli individui più grandi). Dimensione delle brattee: larghezza 1 mm; lunghezza 1 – 1,5 mm. Lunghezza del pedicello: 2 – 3 mm.

### Fiore
I fiori sono ermafroditi ed irregolarmente zigomorfi, pentaciclici (perigonio a 2 verticilli di tepali, 2 verticilli di stami (di cui uno solo fertile – essendo l'altro atrofizzato), 1 verticillo dello stilo). Il colore dei fiori è verdastro-violaceo ma anche giallo-verdastro. I fiori sono molto piccoli: 4 mm (massimo 10 mm).
- Formula fiorale: per queste piante viene indicata la seguente formula fiorale:

P 3+3, [A 1, G (3)]
- Perigonio: il perigonio è composto da 2 verticilli con 3 tepali (o segmenti) ciascuno (3 interni e 3 esterni). A parte il segmento centrale del secondo verticillo (il labello), gli altri tepali sono tutti più o meno simili tra di loro: la forma è da ovato-oblunga a oblunga-ellittica. Il portamento è patente e i vari tepali si presentano più aperti rispetto all'altra specie spontanea italiana (Listera ovata). I tepali hanno un colore verdastro e verso l'apice sono sfumati di violetto o bruno-rossastro (o giallastro a seconda della varietà). Dimensione del tepalo dorsale (quello centrale del primo verticillo): larghezza 1 mm; lunghezza 2 – 3 mm. Dimensione dei tepali laterali esterni (sono leggermente falcati): larghezza 0,5 – 1,5 mm; lunghezza 2 – 3 mm. Dimensione dei tepali laterali interni (questi ultimi sono un po' più lineari): larghezza 0,5 – 1 mm; lunghezza 1,5 – 2,5 mm.
- Labello: il labello (semplice – non formato da due parti distinte) è il tepalo centrale più interno. È trilobato: i due lobi laterali sono dei denti appena sporgenti; mentre il lobo centrale ha una forma allungata e stretta (nastriforme) e portamento pendulo. La parte apicale del lobo centrale termina con due lunghi denti divaricati (o lacinie pendenti). È inoltre privo di sperone, mentre la parte basale è nettarifera. La colorazione è verdastra alla base e tendente al violetto nella zona apicale. Dimensione del labello: larghezza 1 – 1,5 mm;lunghezza 3 – 4 mm.
- Ginostemio: lo stame con le rispettive antere (in realtà si tratta di una sola antera fertile biloculare – a due logge) è concresciuto con lo stilo e forma una specie di organo colonnare chiamato "ginostemio"[7]. In questa specie lo ginostemio è corto (larghezza 0,5 mm; lunghezza 0,5 mm). Il polline è conglutinato in strutture chiamate pollinii (i pollinii sono due, uno per ogni loggia dell'antera). Il retinacolo è privo di caudicole. L'ovario è ovoide (o sub-sferico) in posizione infera con peduncolo arcuato; è formato da tre carpelli fusi insieme.
- Fioritura: da maggio a luglio.

### Frutti
Il frutto è una capsula semi-eretta, a forma sub-globosa e pedicellata con diverse coste e deiscente per alcune di queste.  Al suo interno sono contenuti numerosi minutissimi semi piatti. Questi semi sono privi di endosperma e gli embrioni contenuti in essi sono poco differenziati in quanto formati da poche cellule. Queste piante vivono in stretta simbiosi con micorrize endotrofiche, questo significa che i semi possono svilupparsi solamente dopo essere infettati dalle spore di funghi micorrizici (infestazione di ife fungine). Questo meccanismo è necessario in quanto i semi da soli hanno poche sostanze di riserva per una germinazione in proprio.. Dimensione delle capsule: larghezza 5 mm; lunghezza 5 mm.

## Biologia
Neottia cordata si riproduce per impollinazione entomogama ad opera di numerose specie di insetti di piccole dimensioni, in prevalenza imenotteri e ditteri, ma anche coleotteri, attratti dal nettare e dall'aroma. Non appena l'insetto sfiora il rostello questo emette una gocciolina di materiale adesivo che fissa il pollinio sulla testa dell'insetto.

## Distribuzione e habitat
- Geoelemento: il tipo corologico (area di origine) è Circumboreale – Eurosiberiano (questa pianta è presente in Groenlandia), ma anche Nord Americano
- Diffusione: in Italia è considerata rara; si trova nelle Alpi (escluse le seguenti province: AO VC VA CO) e in alcune località dell'Appennino tosco-emiliano.  Fuori dall'Italia, sui rilievi europei si trova, sempre raramente ma ovunque (manca però nelle Alpi Dinariche). Si trova inoltre in Asia (dall'India alla Siberia) e in America del nord.
- Habitat: l'habitat tipico di questa orchidea sono i boschi di abete rosso e di pini; ma anche zone a sfagni e mirtilli. I substrati preferiti sono i suoli acidi (suolo di tipo podzol della “pecceta” – ossia il bosco di abete rosso). Comunque questa pianta accetta sia i suoli calcarei che silicei con pH acido, bassi valori nutrizionali del terreno che deve essere umido.
- Diffusione altitudinale: sui rilievi queste piante si possono trovare dai 1200 fino a 2300 m s.l.m.; frequentano quindi i seguenti piani vegetazionali: montano e subalpino e in parte alpino

### Fitosociologia
Dal punto di vista fitosociologico Neottia cordata appartiene alla seguente comunità vegetale:
Formazione: delle comunità forestali
Classe: Vaccinio-Piceetea excelsae

## Tassonomia
Le Orchidaceae sono una delle famiglie più vaste della divisione tassonomica delle Angiosperme; comprende 788 generi e più di 18500 specie. Il genere Neottia comprende una trentina di specie la cui area di diffusione è abbastanza ampia (Europa – Asia - America), tre delle quali sono spontanee del territorio italiano.
Il Sistema Cronquist assegna la famiglia delle Orchidaceae all'ordine Orchidales mentre la moderna classificazione APG la colloca nel nuovo ordine delle Asparagales. Sempre in base alla classificazione APG sono cambiati anche i livelli superiori (vedi tabella iniziale).
La collocazione tassonomica di questa pianta, inizialmente descritta (in tempi moderni) nel genere Listera, è stata definitivamente inserita, in base a recenti studi di analisi molecolare, nel genere Neottia.
Il numero cromosomico di Neottia cordata è: 2n = 38

### Varietà
Nell'America del Nord (in questa zona la Neottia cordata è una specie abbastanza comune) sono descritte due varietà (queste varietà non sono riconosciute da tutte le checklist e sono considerate sinonimi della specie principale):
- Neottia cordata var cordata: la lamina delle foglie è lievemente più piccola (larghezza: 0,7 – 2 cm) come pure il labello (lunghezza 3 – 4 mm); il colore dei fiori varia dal giallo-verde, al verde, al rosso o al rosso-viola.
- Neottia cordata var nephrophylla (Rydberg) Hultén (1937): sono individui lievemente più grandi con lamina fogliare di 1,8 – 3,8 cm di larghezza, un labello di 5 – 6 mm di lunghezza, mentre i colori variano dal verde al giallo-verde.

### Sinonimi
Neottia cordata ha avuto nel tempo diverse nomenclature. L'elenco che segue indica alcuni tra i sinonimi più frequenti:
- Ophrys cordata L. (1753) (basionimo)
- Epipactis cordata (L.) All. (1785)
- Helleborine cordata (L.) F.W.Schmidt (1793)
- Listera cordata (L) R. Br.
- Serapias cordata (L.) Steud. (1821)

### Specie simili
Diverse orchidee spontanee del territorio italiano si presentano con infiorescenze poco appariscenti e colorazioni tendenti al verde, e quindi confondibili una con l'altra. Qui, brevemente, elenchiamo alcune di queste specie, oltre a quella di questa voce (le varie differenze sono documentate nelle rispettive voci dell'enciclopedia):
- Liparis loeselii (L.) Rich. - Liparide
- Neottia ovata (L.) Bluff. & Fingerh. - Listera maggiore: differisce dalla “Listera minore” sia per le maggiori dimensioni, ma soprattutto per la forma delle foglie: sono ovate.
- Corallorhiza trifida Châtel. - Coralloriza
- Malaxis monophyllos (L.) Sw. - Microstile
- Malaxis paludosa (L.) Sw. - Hammaribia delle paludi

## Uso

### Giardinaggio
L'unico uso che viene fatto di queste piante è nel giardino alpino o roccioso.

## Altre notizie
- In alcune aree è una pianta protetta quindi ne è vietata la raccolta.
- Queste piante hanno da sempre attirato l'interesse della comunità scientifica per alcuni particolari movimenti del rostello quando è sfiorato da un insetto (meccanismo attivato per agevolare l'impollinazione verso gli insetti pronubi ed evitare l'autoimpollinazione – infatti subito dopo che l'insetto se ne è andato il rostello va a ricoprire lo stigma); oppure per la sua capacità di secernere alcune gocce di un muco vischioso quando è “toccato” da un insetto pronubo (per aumentare l'adesione del polline all'addome dell'insetto)[3].